# پائو تورس

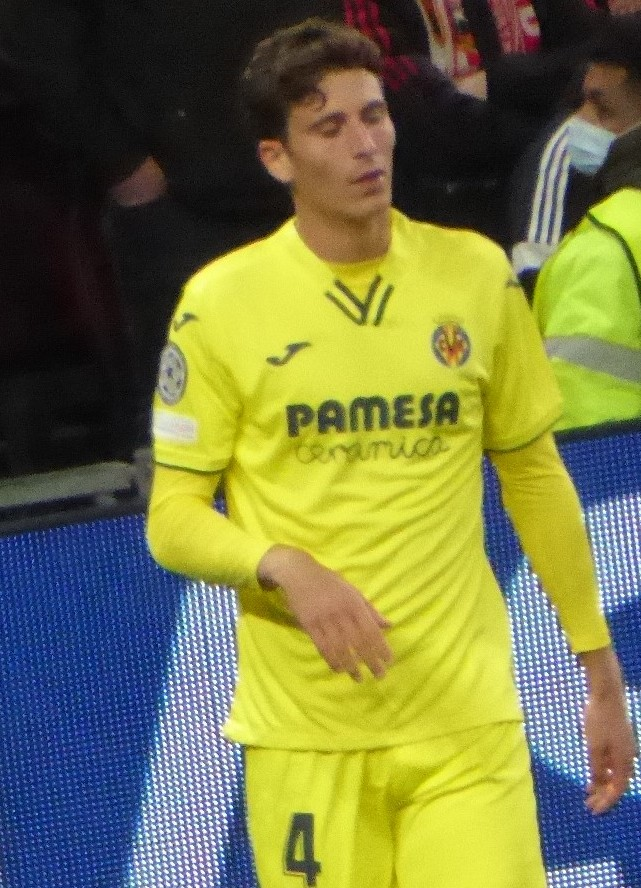
پائوفرانسیسکو تورس

پائو فرانسیسکو تورس (Valencian pronunciation:, تلفظ اسپانیایی: [ˈpaw ˈtores]؛ متولد ۱۶ ژانویه ۱۹۹۷)‌ بازیکن فوتبال اهل اسپانیا است که  برای باشگاه استون ویلا بازی می‌کند.

## حرفهٔ باشگاهی
تورس متولد ویارئال، استان کاستلان، انجمن والنسیا، تورس فوتبال جوانان را با ویارئال CF آغاز کرد. او در ۲۱ اوت ۲۰۱۶ اولین بازی لیگ خود را با ذخیره‌ها انجام داد و در بازی با تساوی ۰–۱ Segunda División B مقابل UE Cornellà شروع کرد.
تورس اولین گل مهم خود را در ۸ اکتبر ۲۰۱۶ به ثمر رساند، اولین گل را در تساوی خانگی ۲–۲ با CF Badalona به ثمر رساند. حضور رقابتی او برای تیم اول در تاریخ ۲۰ دسامبر رخ داد، هنگامی که او به عنوان یار تعویضی برای Víctor Ruiz در تساوی ۱–۱ مقابل سی دی تولدو در دور ۳۲ از کوپا دل ری قرار گرفت. با این کار، او اولین بازیکنی بود که در ویارئال بدنیا آمد و ۱۳ سال برای این باشگاه به خدمت گرفته شد.
تورس اولین بازی خود را در لالیگا در تاریخ ۲۶ نوامبر ۲۰۱۷ انجام داد، و در عوض مانو تریگوئروس ، دانش آموخته ی جوانان را جایگزین اواخر با نتیجه ۳ بر ۳ به خانه Sevilla FC کرد. او ده روز بعد اولین بازی خود در لیگ یوفا را انجام داد و شکست خانگی در مرحله گروهی ۰–۰ برابر مکاکبی تل آویو را نیز در استادیو دو لا سرمیکا آغاز و به پایان رساند.
در تاریخ ۶ اوت ۲۰۱۸، تورس به مدت یک سال به مالاگا CF وام داده شد. او در جریان آن دوره خود تنها چهار Segunda División بازی را از دست داد تا تیم به مرحله پلی آف ارتقاء یابد و متعاقباً توسط باشگاه خانگی اش فراخوانده شد.
تورس پس از آن جایگاه خود را در آغاز XI ویارئال ثابت کرد، وی بطور کامل در لیگ بازی کرد. در اکتبر ۲۰۱۹، او با تمدید قرارداد تا سال ۲۰۲۴ پاداش گرفت، و در همان ماه اولین گل خود را در سطح برتر اسپانیا به ثمر رساند و با نتیجه ۲–۱ در CA Osasuna باز شد.